# Microthyris asadias
Microthyris asadias is een vlinder uit de familie van de grasmotten (Crambidae). De wetenschappelijke naam van de soort is voor het eerst gepubliceerd in 1899 door Herbert Druce.
Deze soort komt voor in Guatemala en Costa Rica.